# Merle fauve
Turdus grayi
Espèce
Statut de conservation UICN

 LC  : Préoccupation mineure
Le Merle fauve (Turdus grayi) ou merle tropical, est une espèce de passereaux appartenant à la famille des Turdidae.

## Répartition

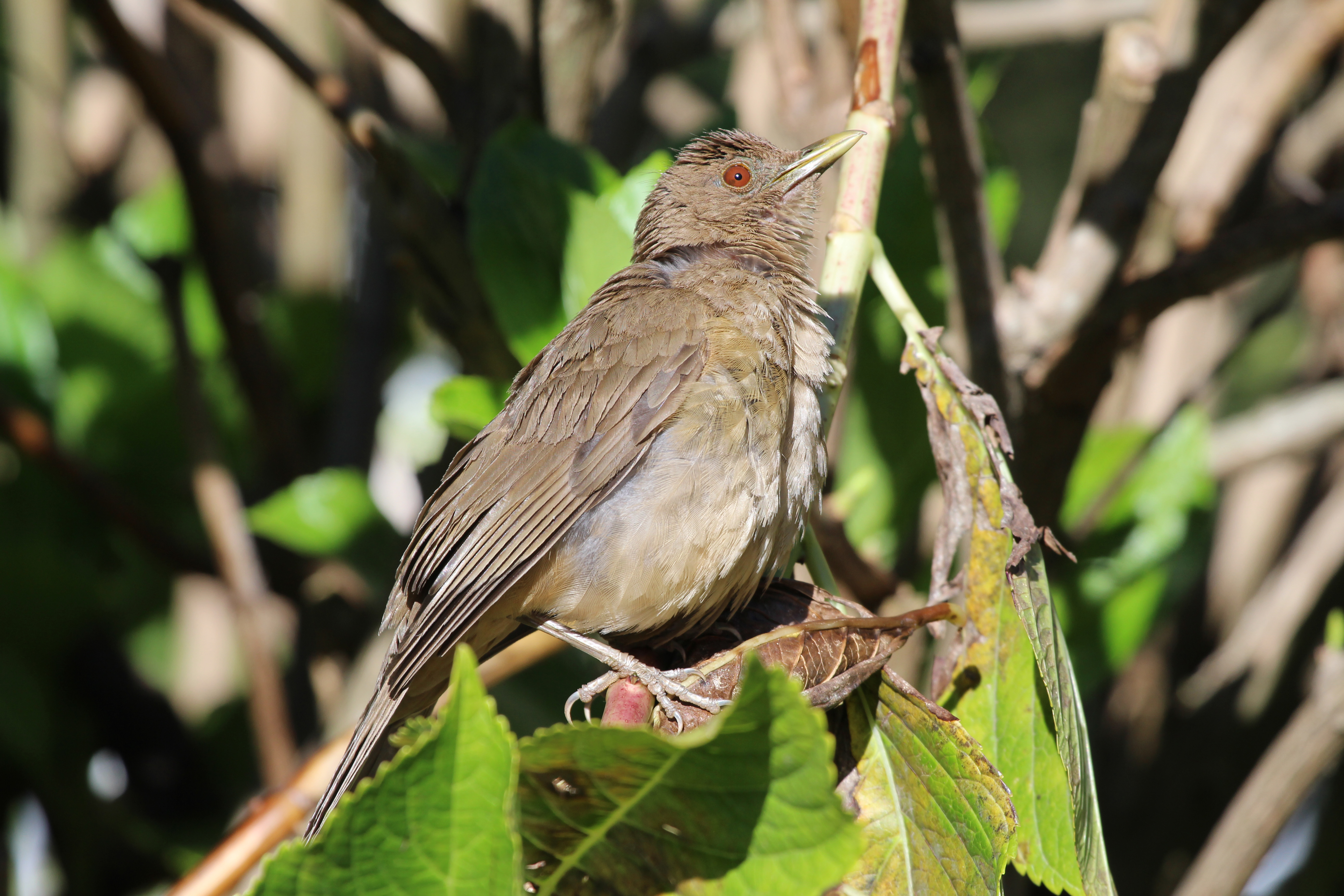
Un merle fauve, lors de la saison des pluies au Costa Rica.

Son aire s'étend du nord-est du Mexique au nord de la Colombie.
C'est l'oiseau national du Costa Rica, où il est appelé "Yigüirro".